# Biển Đen

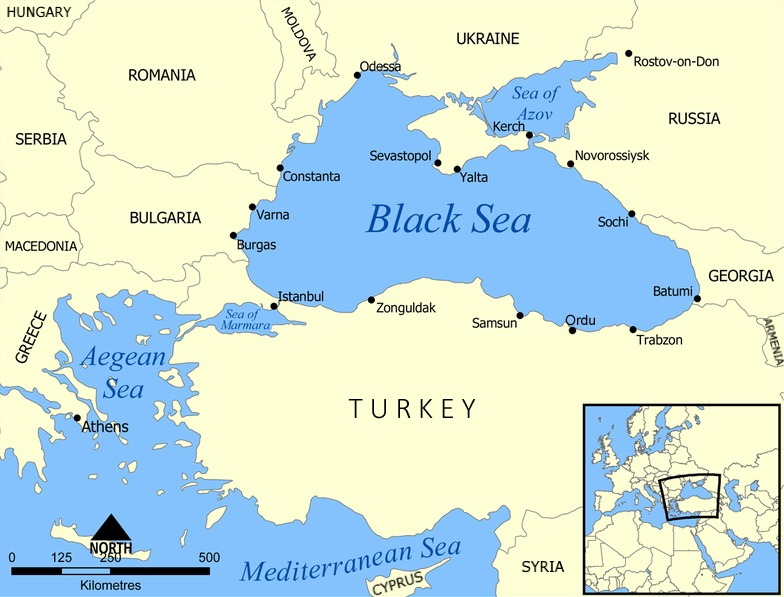
Bản đồ biển Đen

Biển Đen hay Hắc Hải là một biển nội địa nằm giữa Đông Nam châu Âu và vùng Tiểu Á. Biển Đen được nối với Địa Trung Hải qua eo biển Bosporus và biển Marmara.
Biển Đen có diện tích vào khoảng 422.000 km², nơi sâu nhất đến 2210 mét. Sông Danube là dòng sông quan trọng nhất đổ vào Biển Đen. Được mệnh danh là biển ấm nhất Trái Đất.
Những quốc gia có đường biên giới ở biển Đen là Thổ Nhĩ Kỳ, Bulgaria, România, Ukraina, Nga và Gruzia. Xung quanh bờ biển có rất nhiều thành phố lớn như: Istanbul, Burgas, Varna, Constanţa, Yalta, Odessa, Sevastopol, Kerch, Novorossiysk, Sochi, Sukhumi/Sukhum, Poti, Batumi, Trabzon, Samsun.

## Nối với Địa Trung Hải trong Holocene

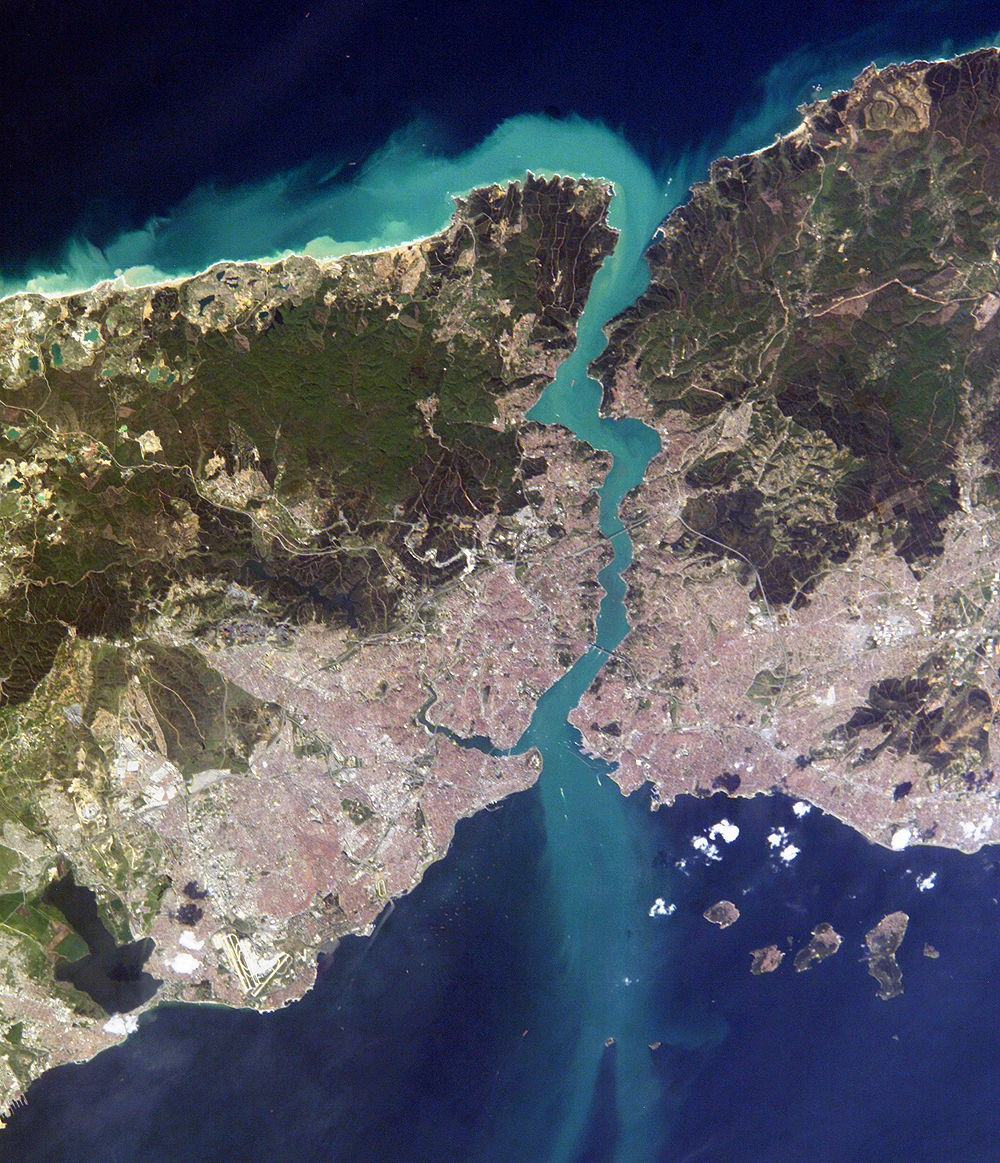
Bosphorus chụp từ ISS.

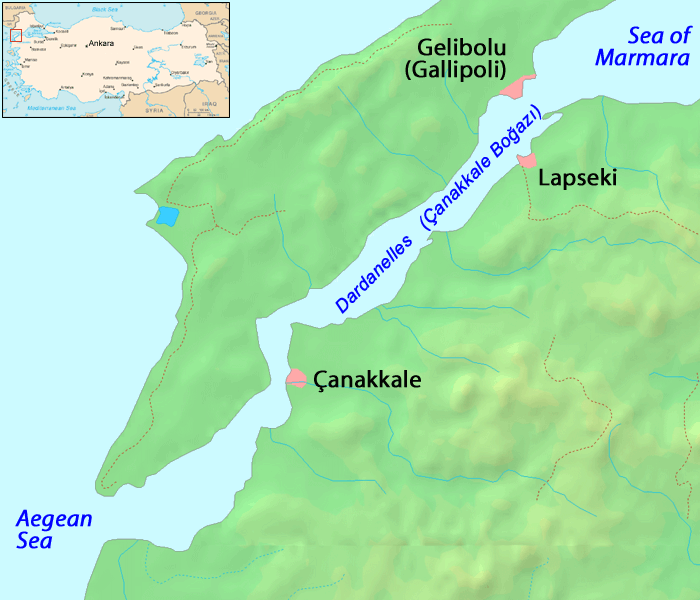
Bản đồ Dardanelles

## Thành phần hóa học

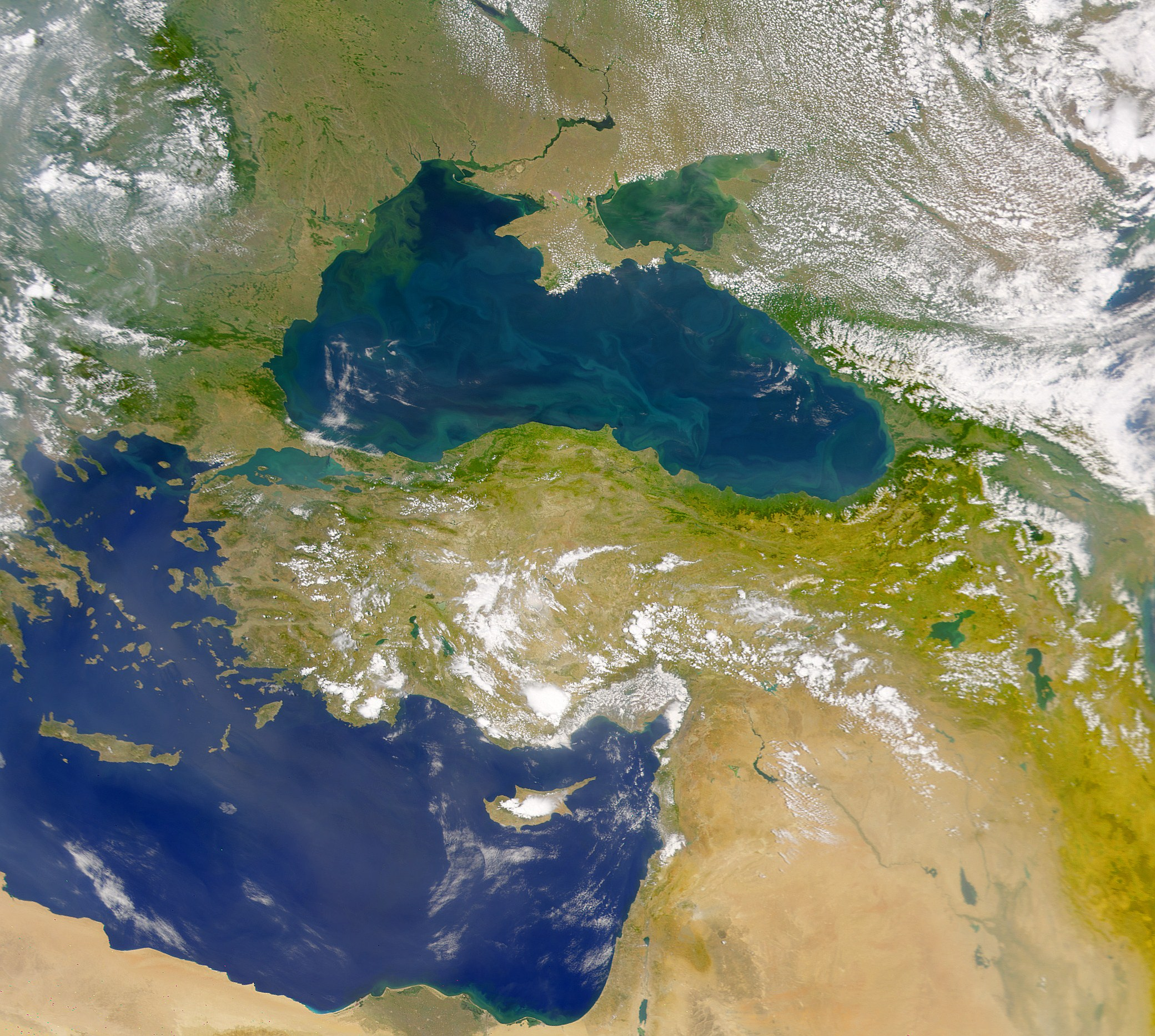
Ảnh SeaWiFS thể hiện sự tương tác của các dòng chảy có màu sắc khác nhau trên mặt biển.

## Địa chất và địa hình đáy

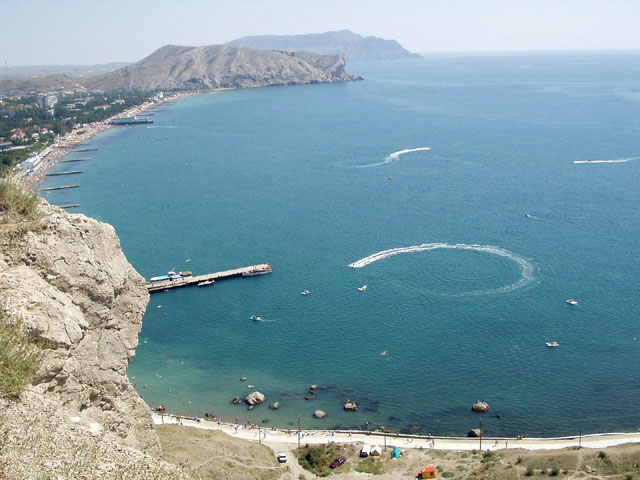
Vịnh Sudak

## Lịch sử

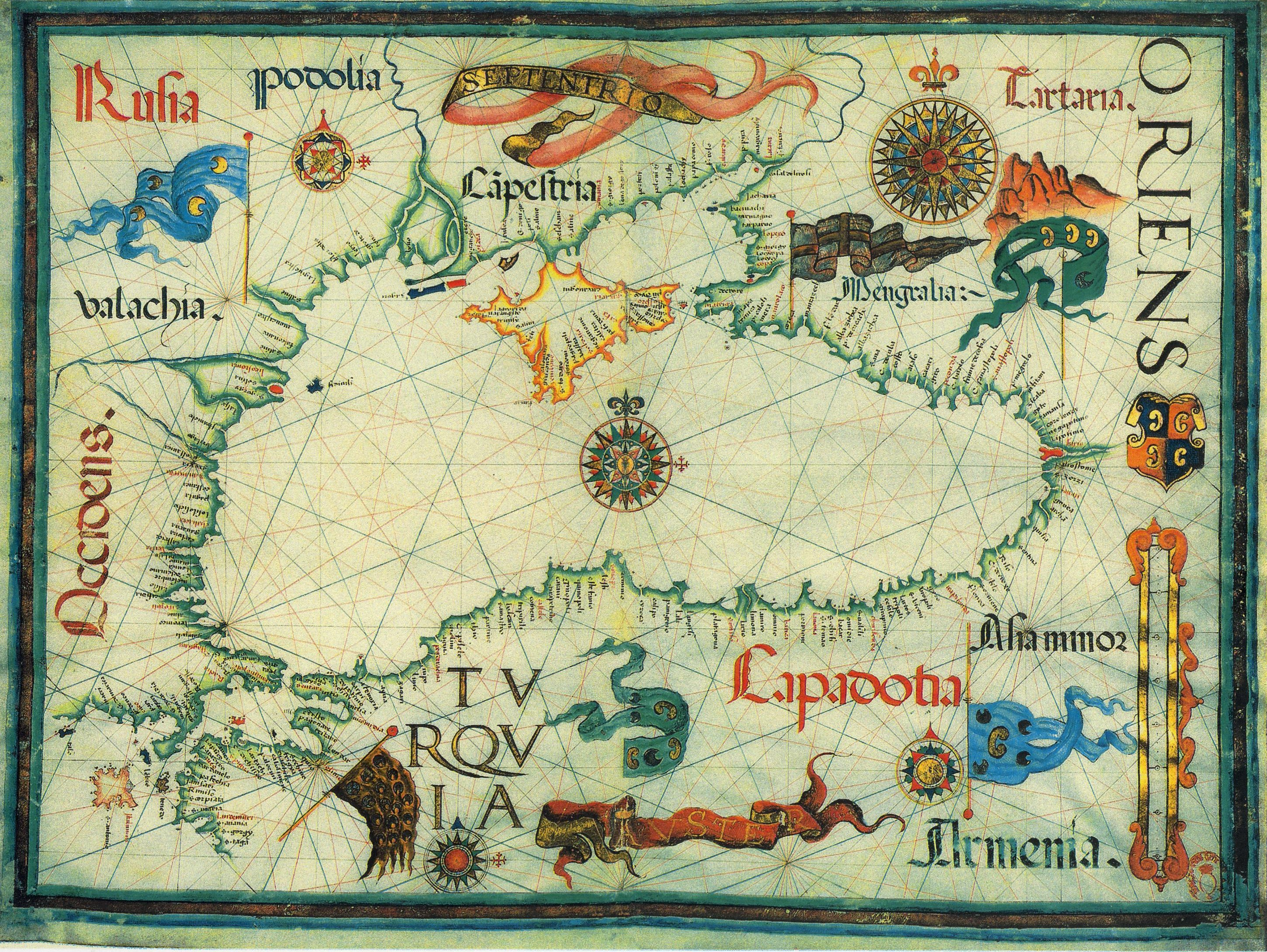
Bản đồ Biển Đen thời Trung Cổ

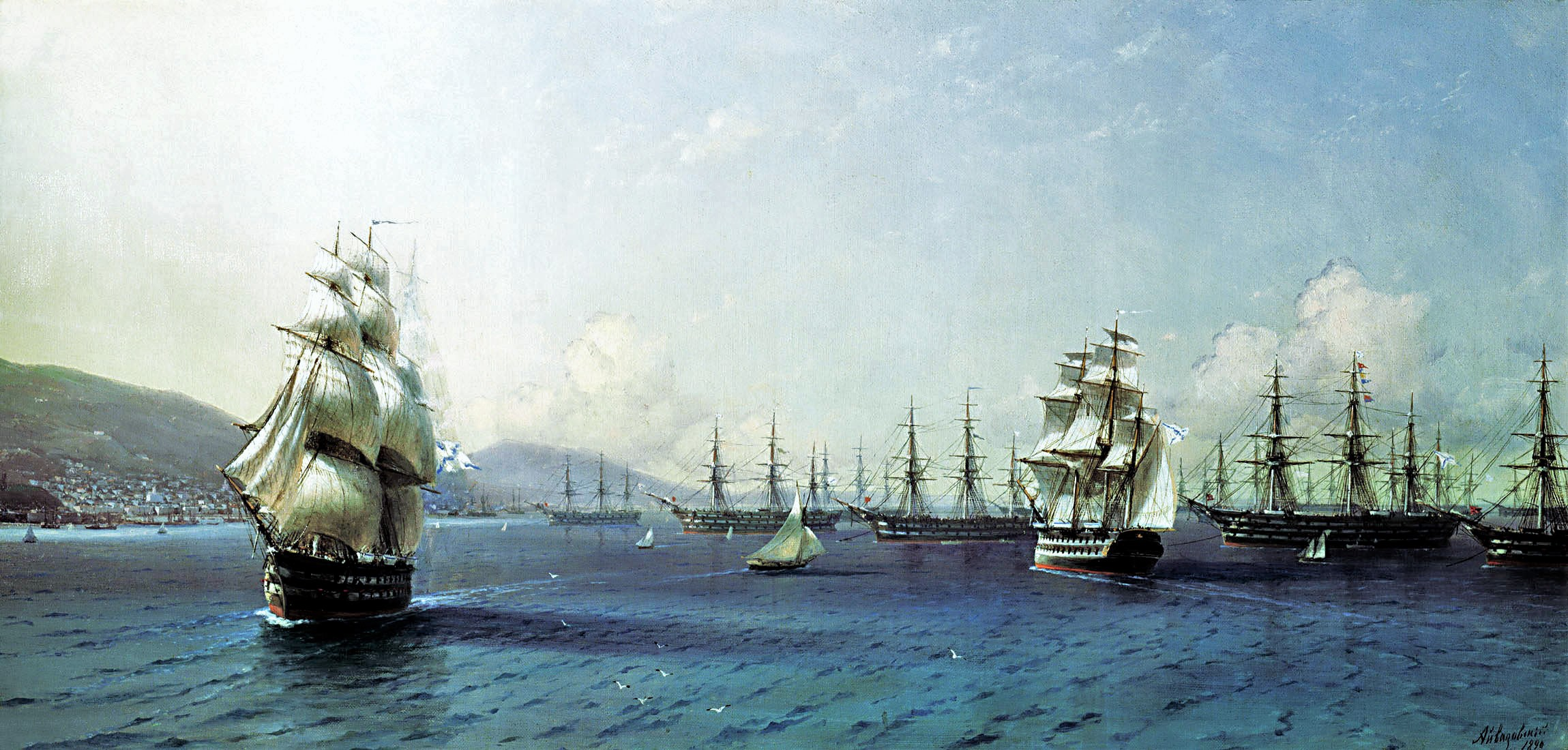
Tranh của Ivan Aivazovsky. Hạm đội Biển Đen trong vịnh Theodosia, ngay sau chiến tranh Krym